# Typhlamphiascus confusus
Typhlamphiascus confusus är en kräftdjursart som först beskrevs av T. Scott 1902.  Typhlamphiascus confusus ingår i släktet Typhlamphiascus och familjen Diosaccidae. Inga underarter finns listade i Catalogue of Life.